# Eugenio Fizzotti
Eugenio Fizzotti (Caserta, 1º luglio 1946 – Salerno, 25 giugno 2018) è stato un presbitero italiano, salesiano.

## Biografia
Salesiano dal 1965, ha frequentato la Facoltà di Filosofia presso l'Università Salesiana di Roma ed ha conseguito il dottorato in psicologia nel 1970, dopo aver seguito al Policlinico di Vienna i corsi del prof. Viktor E. Frankl, fondatore della "Terza Scuola Viennese di Psicoterapia", nota in tutto il mondo come "logoterapia e analisi esistenziale".
Dopo aver vissuto un anno a Soverato e un anno a Salerno come animatore degli studenti collegiali, ha iniziato gli studi di teologia a Vienna nel 1972 e li ha proseguiti a Roma fino al 1975, quando è stato ordinato presbitero da Paolo VI in Piazza S. Pietro il 29 giugno 1975.
Dopo essere stato vicepreside e insegnante di Storia e Filosofia al Liceo Classico dell'Istituto Salesiano di Napoli-Vomero e Vicario del Direttore della comunità Salesiana di Salerno, ha effettuato gli studi di specializzazione in teologia morale presso l'Università Gregoriana e l'Alfonsianum di Roma. Quindi ha affiancato dal 1978 al 1980 il Delegato Ispettoriale della Pastorale Giovanile dell'Italia Meridionale. Nel 1980 è stato inviato a Locri per collaborare all'animazione della Pastorale Giovanile della Diocesi di Locri-Gerace.
Nel 1984, essendo stato inscritto all'Ordine dei Giornalisti come Pubblicista, è stato chiamato a Roma per dirigere l'Ufficio Stampa della Direzione Generale della Congregazione Salesiana.
Dal 1986 ha iniziato a insegnare all'Università Salesiana dove è stato docente di "psicologia della religione" e di "Deontologia professionale" fino al 2008. Negli stessi anni ha insegnato "Psicologia della religione" presso l'Istituto Superiore di Scienze Religiose dell'Università di Urbino, presso la Facoltà Valdese di Teologia di Roma, presso la Facoltà di Scienze dell'Educazione "Auxilium", presso il Pontificio Ateneo "Antonianum", presso la Facoltà di Scienze della Formazione della LUMSA, presso l'Istituto di Scienze religiose di Frosinone. Nel 2008 ha tenuto il corso di Deontologia professionale anche presso la Facoltà di Psicologia1 dell'Università "La Sapienza" di Roma. Dal 1994 al 2001 è stato Direttore dell'Istituto di Psicologia e dal 2001 al 2002 Preside della Facoltà di Scienze dell'Educazione dell'Università Salesiana.
Dal 2005 al 2009 è stato membro della Commissione Deontologica dell'Ordine degli Psicologi del Lazio. 
Dopo aver trascorso un anno a Caserta e due anni a Locri, nel settembre 2011 è ritornato a Roma dove ha ripreso la docenza all'Università Salesiana, all'Università Europea di Roma e all'Istituto di teologia della Vita Consacrata Claretianum.
Si occupa in modo particolare di logoterapia frankliana di cui ha diffuso in Italia la conoscenza, curando l'edizione italiana di quasi tutte le opere di Viktor Frankl. È presidente onorario dell'Associazione di Logoterapia e Analisi Esistenziale Frankliana (A.L.Æ.F.), fondata nel 1992,  e direttore scientifico di Ricerca di senso, rivista dell'associazione. È inoltre socio onorario della Società Medica Austriaca di Psicoterapia. 
Nel 2002 la Fondazione Viktor Frankl della città di Vienna gli ha assegnato il Gran Premio, destinato annualmente a una personalità che a livello mondiale risulta particolarmente impegnata nell'approfondimento e nella diffusione di orientamenti psicologici e psicoterapeutici di natura umanistico-esistenziale. Nel 2011 gli è stato anche conferito il Premio Pericle d'Oro al Libro dell'anno, istituito dal circolo Ellade di Bovalino (R.C.), per il libro La porta della felicità. L'esistenza umana alla luce del pensiero di Viktor E. Frankl, D'Ettoris Editori, Crotone. 
A partire dal 2012 ha insegnato al Camillianum (Istituto Internazionale di Teologia Pastorale Sanitaria), alla Facoltà di Filosofia del Pontificio Ateneo di Sant'Anselmo, all'Istituto Monastico della Facoltà di Teologia del Pontificio Ateneo di Sant'Anselmo, alla Facoltà di Bioetica del Pontificio Ateneo Regina Apostolorum, all'Istituto Teologico Calabro "S. Pio X" di Catanzaro della Pontificia Facoltà Teologica dell'Italia Meridionale, al Pontificio Istituto Pastorale "Redemptor Hominis" della Pontificia Università Lateranense, al Corso di Studi in Scienze e tecniche psicologiche del Dipartimento di Scienze Umane della Libera Università Maria Ss. Assunta (LUMSA).

## Opere
- La logoterapia di Frankl. Un antidoto alla disumanizzazione psicanalitica, Rizzoli, Milano 1974 (trad. spagnola)
- Nel cavo della mano. Agli anziani, Salcom, Brezzo di Bedero 1977
- Angoscia e personalità. L'antropologia in Viktor E. Frankl, Dehoniane, Napoli 1980
- Lottare per l'uomo. Coscienza e responsabilità, Dehoniane, Napoli 1981
- Fizzotti, E.; Gismondi, A. (1991) Il suicidio. Vuoto esistenziale e ricerca di senso, Roma, SEI, ISBN 9788805052486
- Verso una psicologia della religione. 1° - Problemi e protagonisti, LDC, Leumann 1992 (ristampa 1996)
- Per essere liberi. Logoterapia quotidiana, Paoline, Milano 1992, 3ª ed. nel 2011. (trad. spagnola, messicana, brasiliana, portoghese, ceca), Na palma da mâo, FTD, São Paulo 1994
- La nuova alleanza, Edizioni Dehoniane, Roma 1994
- Verso una psicologia della religione. 2° - Il cammino della religiosità, LDC, Leumann 1995
- Che senso ha ciò che mi accade?, Città Nuova, Roma 1996 (trad. brasiliana, spagnola)
- Sulle tracce del senso. Percorsi logoterapeutici, LAS, Roma 1998
- Fizzotti, E.; Gismondi, A. (a cura di) (1998) Giovani, vuoto esistenziale e ricerca di senso, Roma, LAS, ISBN 9788821304088
- El despertar etico. Conciencia y responsabilidad, Ediciones Fundación Argentina de Logoterapia "Viktor E. Frankl", Buenos Aires 1998
- Logoterapia per tutti. Guida teorico-pratica per chi cerca il senso della vita, Rubbettino Editore, Soveria Mannelli 2002 (trad. messicana), 2ª ed. italiana 2012
- Alla ricerca del senso. Antropologia e logoterapia, Lussografica, Caltanissetta 2003
- Compito e sfida. La visione antropologica di Viktor E. Frankl, Lussografica, Caltanissetta 2003
- Nuovi orizzonti di ben-essere esistenziale. Il contributo della logoterapia di Viktor E. Frankl, LAS, Roma 2005.
- Un pezzo di deserto per vivere. Parabole esistenziali per capire Viktor E. Frankl, Rubbettino, Soveria Mannelli 2005
- Psicologia dell'atteggiamento religioso. Percorsi e prospettive, Erickson, Trento 2006.
- Ripartire della persona. Percorsi pastorali e psicoeducativi, Rubbettino, Soveria Mannelli (Cz) 2008.
- La porta della felicità. L'esistenza umana alla luce del pensiero di Viktor E. Frankl, D'Ettoris Editori, Crotone 2011, 2ª ed. 2012.
- Ha senso soffrire. Quando la vita ha un senso. Una "bella" biografia di Viktor E. Frankl, Edizioni CVS, Roma 2011, 2ª ed. 2012.
- Psicologia e maturità nella vita consacrata, Libreria Editrice Vaticana, Città del Vaticano, 2012.
- Il senso come terapia. Fondamenti teorico-clinici della logoterapia di Viktor E. Frankl, FrancoAngeli, Milano 2012, 2ª ristampa.
- Introduzione alla psicologia della religione, FrancoAngeli, Milano 2012, 3ª ristampa.